# دیوید گلد
دیوید ال. گلد (انگلیسی: David L. Gould؛ زادهٔ ۹ ژانویهٔ ۱۸۷۳ - درگذشته ؟؟) یک بازیکن فوتبال اهل ایالات متحده آمریکا است.